# میر، چشر
میر (به انگلیسی: Mere) یک روستا و محله مدنی در بریتانیا است که در چشر شرقی واقع شده‌است.